# Avenida Córdoba
 (décembre 2017).
Si vous disposez d'ouvrages ou d'articles de référence ou si vous connaissez des sites web de qualité traitant du thème abordé ici, merci de compléter l'article en donnant les références utiles à sa vérifiabilité et en les liant à la section « Notes et références ».

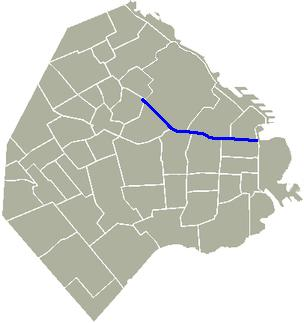
Situation de l'avenue sur une carte de Buenos Aires

La Avenida Córdoba est une artère importante de la ville de Buenos Aires, la capitale de l'Argentine.
Son nom rend hommage à la ville de Córdoba, dans la province du même nom. D'une longueur de 8,2 km, l'avenue traverse neuf quartiers de la ville. En 1822, un décret établit qu'à partir de la Avenida Callao, l'avenue doit avoir une largeur de 30 verges alors que la portion centrale jusqu'à l'actuelle Avenida Alem est historiquement une allée très étroite, qui remonte à l'époque coloniale. En juillet 1904, une ordonnance municipale ordonne que la construction de nouveaux immeubles se fasse en retrait, pour permettre l'élargissement de l'avenue sur la section Callao - Alem. Cette partie est inaugurée en 1945 par le dictateur Edelmiro Julián Farrell, ce dont témoigne une plaque commémorative au croisement avec Callao.
La circulation sur l'avenue se fait dans le sens est-ouest, du centre vers la périphérie de la ville. Entre les avenues Alem et Medrano, deux voies centrales sont exclusivement prévues pour les lignes de bus. Sous une partie de l'avenue circule la ligne D du métro de Buenos Aires. La ligne G du métro de Buenos Aires, à l'état de projet, suivra le tracé de l'avenue sur une partie de son parcours.